# Fraccionamiento Valle Dorado
Fraccionamiento Valle Dorado är en ort i Mexiko.   Den ligger i kommunen Ixhuatlancillo och delstaten Veracruz, i den sydöstra delen av landet, 220 km öster om huvudstaden Mexico City. Fraccionamiento Valle Dorado ligger 1 325 meter över havet och antalet invånare är 3 245.
Terrängen runt Fraccionamiento Valle Dorado är kuperad österut, men västerut är den bergig. Runt Fraccionamiento Valle Dorado är det mycket tätbefolkat, med 1 361 invånare per kvadratkilometer. Närmaste större samhälle är Orizaba, 3,0 km sydost om Fraccionamiento Valle Dorado. Trakten runt Fraccionamiento Valle Dorado består till största delen av jordbruksmark.